# Konstytucja Bhutanu
Konstytucja Królestwa Bhutanu (dzongkha ༄༅ ། ། འབྲུག་གི་རྩ་ཁྲིམས་ཆེ ན་མོ། །, ang. The Constitution of The Kingdom of Bhutan) – akt prawny Bhutanu, podpisany 18 lipca 2008 roku, przez króla Jigme'go Khesara Namgyela Wangchucka. Zmieniła ona ustrój państwa z monarchii absolutnej na konstytucyjną.